# Monteagudo (Arteijo)
Monteagudo (llamada oficialmente San Tomé de Monteagudo) es una parroquia y una aldea española del municipio de Arteijo, en la provincia de La Coruña, Galicia.

## Otras denominaciones
La parroquia también es conocida por el nombre de Santo Tomé de Monteagudo.

## Organización territorial
La parroquia está formada por veintiocho entidades de población, constando once de ellas en el nomenclátor del Instituto Nacional de Estadística español:

### Entidades de población
Entidades de población que forman parte de la parroquia:
- Barreiros (Os Barreiros)
- Batanes (O Batán)
- Bosque (O Bosque)
- Cachada (A Cachada)
- Casanova (A Casanova)
- Casaldegas
- Corteo (Corteo de Abaixo)
- Corteo de Arriba
- Coto (O Coto)
- Esquipa (A Esquipa)
- Folgueira (A Folgueira)
- Freijal (O Freixal)
- Freón
- Gomesende
- Ibia (A Ibia)
- Iglesario (O Igrexario)
- Mirón
- Monteagudo
- O Petón
- Piñeiro (O Piñeiro)
- Ramilo
- Rocha (A Rocha)
- Sande
- Vilanova
- Vilela
- Veiga (A Veiga)

### Despoblado
Despoblado que parte de la parroquia:
- Teixoeira (A Teixoeira)

## Demografía

### Parroquia
| Gráfica de evolución demográfica de Monteagudo (parroquia) entre 2000 y 2018 |
|                                                                              |
| Datos según el nomenclátor publicado por el INE.                             |

### Aldea
| Gráfica de evolución demográfica de Monteagudo (aldea) entre 2000 y 2018 |
|                                                                          |
| Datos según el nomenclátor publicado por el INE.                         |